# Натянутый канат (песня)
«Натянутый канат» («Канатоходец», «Песня канатоходца», «Песня про канатоходца», «Четыре четверти пути, или Натянутый канат»; по первой строке известна как «Он не вышел ни званьем, ни ростом…») — песня Владимира Высоцкого, созданная в 1972 году. Герой песни — цирковой канатоходец, совершающий свой трюк «не за славу, не за плату» без страховки, в конце текста погибает, но его место занимает уже другой, тоже отказывающийся от страховки и готовящийся преодолеть свои «четыре четверти пути».
Он не вышел ни званьем, ни ростом;

Не за славу, не за плату, 

На свой необычный манер

Он по жизни шагал над помостом 

По канату, по канату,

Натянутому, как нерв.

Посмотрите — вот он

без страховки идёт.

Чуть правее наклон —

упадёт, пропадёт!

Чуть левее наклон —

всё равно не спасти!

Но должно быть, ему очень нужно пройти

четыре четверти пути.

## Сюжет
Человек невзрачной внешности «не за плату, не за славу», но лишь из стремления быть первым идёт без страховки над цирковым помостом по канату, «натянутому, как нерв». Ему предстоит пройти «четыре четверти пути», потом три, две и, наконец, «не больше четверти пути». Его отвлекают громкая музыка, крики публики и лучи прожекторов, но и сам он идёт публике «по нервам». Зрители внизу, раскрывшие рты «в ожидании», кажутся канатоходцу сверху лилипутами.
Завершить последнюю четверть пути герою не удалось — и в опилки цирковой арены «он пролил досаду и кровь». Однако уже на следующий день другой человек идёт без страховки по канату, и «ему тоже нужно пройти четыре четверти пути».

## Создание, исполнение и публикация
В отличие от более ранних произведений Высоцкого на цирковую тему («У домашних и хищных зверей…», «Парад-алле! Не видно кресел, мест…») и более позднего «Диалога у телевизора», «Натянутый канат» лишён юмористических нот. Исследователи творчества Высоцкого связывают создание песни с трагической смертью в 1972 году циркового артиста Леонида Енгибарова. Напрямую Высоцкий отозвался на эту смерть стихотворением «Енгибарову — от зрителей», но высоцковед А. В. Скобелев указал на смысловую связь «Натянутого каната» с творчеством Енгибарова. В репертуар этого артиста-мима входила пантомима «Канатоходец», с которой Высоцкий мог познакомиться или на выступлении Енгибарова, или в посвящённом тому документальном фильме 1966 года «Леонид Енгибаров, знакомьтесь!». Близко знавший как Енгибарова, так и Высоцкого Юрий Никулин прямо называл «Натянутый канат» (под названием «Канатоходец») песней, посвящённой Енгибарову. В то же время лирический герой песни рассматривается и как «лирическое „я“ в третьем лице» Высоцкого, или «лирический „он“».
Согласно Скобелеву, известны 17 фонограмм авторского исполнения песни, датируемых периодом с 1972 по 1979 год. Из них по 6 записей относятся к 1972 и 1973 году, а остальные к 1977—1979 годам. Исследователь Дмитрий Кастрель, говоря о многообразии исполнения Высоцким одних и тех же песен, отмечает «Натянутый канат» в числе немногих «равноисполняемых» произведений этого автора, для которых не существует значимых вариантов (наряду с «Горизонтом» и «Бегом иноходца»). По поводу причины единообразия в исполнении этих песен Кастрель высказывает следующую догадку: «Это, как представляется, самому себе заказанные, трезво рассчитанные песни, сделанные именно как „песни Высоцкого“… Таких специальных песен ещё несколько, но в названных поэзия не перекрывает заданности. Соответственно просчитано и исполнение: агрессивное, фирменно-высоцкое…».
При этом известно, что в первоначальном варианте текста после первых двух строф шли слова, отсутствующие в современных собраниях сочинений:
«Он дойдёт, он дойдёт!» — уверяли
Трёх медведей из Малайи
Морские учёные львы, —
Но упрямо и зло повторяли
Попугаи, попугаи:
«Ему не сносить головы!»
Посмотрите, ведь он
без страховки идёт.
Чуть левее наклон —
упадёт, пропадёт!
Чуть правее наклон —
всё равно не спасти...
Каждый вечер зачем-то он должен пройти
четыре четверти пути.
Дальнейший порядок строф был также иным, отсутствовали две заключительные строфы, а восьмую вместо «Но замрите, — ему остаётся пройти // Не больше четверти пути!» завершали слова «Но теперь остаётся немного пройти — // Не больше четверти пути…».
Под названием «Натянутый канат» песня впервые опубликована в 1977 году, когда вошла в виниловый альбом, носящий то же имя (в переводе на французский — La Corde Raide). Альбом был выпущен во Франции фирмой Polydor, запись для него велась в начале сентября того же года на студии Barclay. Аранжировщиком песен выступил Константин Казански, в песне «Натянутый канат» в его аранжировке звучат в частности литавры (исполнитель — Поль Бэль). В том же году, также во Франции, песня была включена в антологию «Песни русских бардов», издававшуюся в виде магнитофонных кассет в сопровождении собранного в несколько томов печатного текста. Во вторую кассету второй серии этой антологии песня вошла под названием «Он не вышел ни званьем, ни ростом».
В СССР текст песни впервые вошёл в сборник Высоцкого «Нерв», увидевший свет после смерти автора, в 1981 году.

## Оценки и наследие
Песня может рассматриваться в более широком культурном контексте русской литературы XX века, где образ канатоходца широко распространён. А. В. Скобелев подчёркивает, что это часто образ Артиста с большой буквы, человека, стоящего над вещным миром, чьё искусство — публичное, несущее социальный смысл и смертельно опасное — роднит его с образом Поэта. Скобелев упоминает в этом контексте стихотворение Ходасевича «Акробат» («А если, сорвавшись, фигляр упадёт // И, охнув, закрестится лживый народ, — // Поэт, проходи с безучастным лицом: // Ты сам не таким ли живешь ремеслом?»), «Флейту-позвоночник» Маяковского («Я душу над пропастью натянул канатом, // жонглируя словами, закачался над ней»), стихи Шаламова из цикла «Высокие широты» («Я падаю — канатоходец, // С небес сорвавшийся циркач, // Безвестный публике уродец, // Уже не сдерживая плач»), ряд произведений Цветаевой. Просматривается и влияние текста Высоцкого на более поздние произведения, осмысляющие тот же образ — «Взойти на сцену» Беллы Ахмадулиной (1973) и «Канатоходка» Ильи Резника (1982, известно как песня в исполнении Аллы Пугачёвой на её же музыку). Ещё одной отправной точкой для «Натянутого каната» А. В. Кулагин считает «Песню об органисте» другого русского барда Михаила Анчарова, где также противопоставляется неказистая внешность лирического героя и его естество, стремящееся к величию.
К ещё одному литературному образу, по мнению С. М. Шаулова, отсылает слово «лилипуты», не просто обозначающее в тексте песни людей маленького роста. В «Путешествии в Лилипутию» Свифта с помощью танцев на канате осуществлялся выбор среди кандидатов на высокие государственные должности. Таким образом, «лилипутам» должно казаться, что канатоходец ищет каких-то выгод для себя, а он в свою очередь глядит на них с высоты не только физической, но и моральной.

Лейтмотивом звучат в песне отмеряемые отрезки длины каната — «четверти пути». Скобелев пишет: 
...в нумерологии В. Высоцкого ... четверица несёт в себе идею завершенности, целостности и полноты (и в этом она родственна единице); «четыре четверти» – объединяют в себе законченную «самость» и неповторимость единицы с полнотой четверицы.
Слова «четыре четверти пути» стали крылатым выражением. Так, это название носил сборник произведений Высоцкого, составленный в 1988 году текстологом А. Е. Крыловым. Этими же словами озаглавлена статья А. В. Кулагина с подзаголовком «О творческой эволюции В. С. Высоцкого» в научном сборнике 1995 года (Кулагин выделяет в творчестве Высоцкого именно четыре этапа), а также многочисленные мероприятия (концерты, выставки, фестивали), как посвящённые творчеству барда, так и затрагивающие другие темы.
На вышедшем после смерти Высоцкого, в 1987 году, двойном диске фирмы «Мелодия» текст «Канатоходца» читает коллега автора по Театру на Таганке Алла Демидова. Известны переводы и переложения песни на другие языки, в том числе польский (Яцек Качмарский, песня вошла в альбом Głupi Jasio), болгарский (Анатолий Петров, 1992), китайский (Ван Ляо, 1990-е) и другие.